# Carl Geppert
Pour les articles homonymes, voir Geppert.
Carl Geppert, nom de scène de Karl Ludwig Geppert (né le 22 mai 1883 à Böhmisch Leipa, Autriche-Hongrie, mort le 23 octobre 1937 dans la même ville en Tchécoslovaquie) est un acteur autrichien.

## Biographie et carrière

### Théâtre
Carl Geppert est le fils du commerçant Karl Geppert et de son épouse Anna Rösler. Il commence sa carrière scénique en 1907 à Sankt Pölten, en Basse-Autriche, où il ne reste qu'une saison. Dès lors, il est à la fois comme acteur et comme chanteur. En 1908-1909, il travaille à l'opérette du Wilhelm-Theater de Magdebourg et au cours de la saison 1909-1910 au Nouveau Théâtre d'Opérette de Mannheim. En 1910, Geppert accepte un appel du Carl-Schultze-Theater à Hambourg, où il reste jusqu'en 1915 et remplit souvent les rôles du bel officier, du vaillant amant et du comique. Dans ce lieu, le metteur en scène Herman Haller l'utilise dans des revues et opérettes populaires telles que Der liebe Augustin et Die Tangoprinzessin. Carl Geppert est ensuite temporairement enrôlé dans le service militaire, mais revint sur scène en 1916. En 1918, il épouse Tilly Feiner, la sœur de Hermann Feiner, une chanteuse et actrice, et apparaît avec elle sur scène et devant la caméra.
En 1920, Carl Geppert arrive à Berlin, où Haller l'engage pour travailler au théâtre de la Nollendorfplatz, qu'il dirige également. D'autres engagements scéniques dans la capitale conduisent Geppert, entre autres, au Neues Theater am Zoo jusqu'en 1932 et à partir de 1931, au Großes Schauspielhaus, où le plus grand concurrent de Haller, Erik Charell, l'embauche. Cependant, Charell ne sait pas vraiment quoi faire de Geppert, et après la 250e représentation de l'opérette L'Auberge du Cheval-Blanc, où il incarne un chef forestier en grande partie sans texte, Carl Geppert fait ses adieux amers à la capitale allemande.

### Cinéma
Carl Geppert fait ses premiers pas dans le cinéma pendant la Première Guerre mondiale, lorsqu'il réalise des courts métrages avec sa propre petite société de production hambourgeoise. À partir de 1919, il travaille régulièrement devant la caméra avec des rôles secondaires de différentes importances, souvent un noble, une personne respectée, mais aussi à plusieurs reprises en tant que serviteur ou escroc. Geppert fait ses débuts (toujours à Hambourg) avec le prince Archip Ginsky dans Erdgift de Paul Otto et poursuit sa carrière à Berlin l'année suivante dans le drame policier d'Ewald André Dupont Whitechapel.
Carl Geppert ne fait que sept apparitions dans des films sonores, dans les mêmes registres.

### Exil
Après son expérience dévastatrice avec Charell et en raison des origines familiales juives de Tilly Feiner, le couple Geppert-Feiner quitte probablement son domicile à Berlin-Wilmersdorf peu avant l'arrivée au pouvoir d'Adolf Hitler et s'installe en Bohême, dans la ville de naissance de Geppert. Ils dirigent le restaurant Herrenhaus à Stráž nad Nisou, où sont souvent données des représentations de théâtre et d'opérette, désormais à une échelle beaucoup plus modeste. Leur ami et ancien collègue Paul Morgan leur rend souvent visite. Le couple se produit ensemble au théâtre de Liberec en mai 1937. Carl Geppert décède cinq mois plus tard à 54 ans, à l'hôpital de sa ville natale de Česká Lípa.
Sa femme doit changer de lieu de résidence à plusieurs reprises et vit à Reichenberg quand elle est déportée vers le camp d'extermination d'Auschwitz le 13 juillet 1942 et y est assassinée.

## Filmographie
- 1917 : Der Brillantring (court métrage, production)
- 1918 : Die geplatzte Hochzeitshose (court métrage, production)
- 1919 : Erdgift (de)
- 1920 : Whitechapel
- 1920 : Präsident Barrada (de)
- 1920 : Wenn der junge Kaktus blüht
- 1921 : Banditen
- 1921 : Der Roman eines Dienstmädchens (de)
- 1921 : Trick-Track
- 1921 : Das Geheimnis der Santa Margherita (de)
- 1921 : Das Rätsel der Sphinx
- 1921 : Lady Hamilton
- 1921 : Die Geheimnisse von Berlin
- 1921 : Tischlein Deck Dich
- 1922 : Ihr Kammerdiener
- 1922 : Tingeltangel
- 1922 : Sie und die Drei (de)
- 1922 : Der Graf von Charolais
- 1922 : Du Mädel vom Rhein
- 1922 : Lola Montez, die Tänzerin des Königs (de)
- 1922 : Jiu-Jitsu-Meisterin
- 1923 : Die Welt in Flammen
- 1923 : Die Frau mit den Millionen
- 1923 : Nur auf den Bergen wohnt das Glück
- 1923 : Freund Ripp
- 1923 : Der Kaufmann von Venedig
- 1924 : Par ordre de la Pompadour
- 1924 : Das sonnige Märchen vom Glück
- 1925 : Zapfenstreich
- 1925 : Frauen, die man oft nicht grüßt
- 1925 : Gräfin Mariza (de)
- 1926 : Le Héros de la compagnie
- 1926 : Die Försterchristl (de)
- 1926 : Die Welt will belogen sein
- 1926 : Le Fou
- 1926 : In der Heimat, da gibt's ein Wiedersehn! (de)
- 1927 : Wenn der junge Wein blüht
- 1927 : Das rosa Pantöffelchen
- 1927 : Le mendiant de la cathédrale de Cologne (de)
- 1927 : Wochenendzauber
- 1927 : Der falsche Prinz (de)
- 1927 : Der Fahnenträger von Sedan
- 1927 : Herkules Maier
- 1927 : Luther
- 1927 : Gustav Mond … Du gehst so stille (de)
- 1928 : Liebe und Diebe (de)
- 1928 : Der Unüberwindliche (de)
- 1928 : Robert und Bertram (de)
- 1928 : Don Juan in der Mädchenschule (de)
- 1928 : Kaczmarek
- 1929 : Der Zigeunerprimas
- 1929 : Wir halten fest und treu zusammen (de)
- 1929 : Rache für Eddy (de)
- 1930 : Die Lindenwirtin
- 1930 : Va Banque
- 1930 : Pension Schöller (de)
- 1931 : In Wien hab’ ich einmal ein Mädel geliebt
- 1932 : Die elf Schill'schen Offiziere
- 1932 : Eine von uns (de)